# ミヤリサン製薬
ミヤリサン製薬株式会社（ミヤリサンせいやく、英: MIYARISAN PHARMACEUTICAL CO., LTD.）は、酪酸菌（同社では「宮入菌」と呼称することもある）製剤などの整腸剤の製造を中心に行う医薬品メーカー。
長らく後楽園球場や東京ドームの一塁側内野中段に「腸にミヤリサン」の広告が出ていたが、2000年限りで撤退。創業者は医学博士の宮入近治。

## 沿革
- 1933年 - 千葉医科大学（現・千葉大学医学部）において、宮入近治博士（ミヤリサン初代社長）により、酪酸菌が発見される。
- 1940年 - 酪酸菌の工業生産開始。
- 1947年 - 宮入菌剤研究所設立。
- 1950年 - 長野県埴科郡戸倉町（現・千曲市）に戸倉工場設立。
- 1965年 - 販売会社「ミヤリサン株式会社」を、資本金5千万円で設立。
- 1974年 - ミヤリサン株式会社と宮入菌剤研究所を合併。資本金2億円とし、本社を東京都北区上中里1-10-3に置く。
- 1998年 - 長野県埴科郡坂城町に坂城工場を設立、戸倉工場を廃止し移転。
- 2006年 - ミヤリサン製薬株式会社に社名変更。

## 事業所

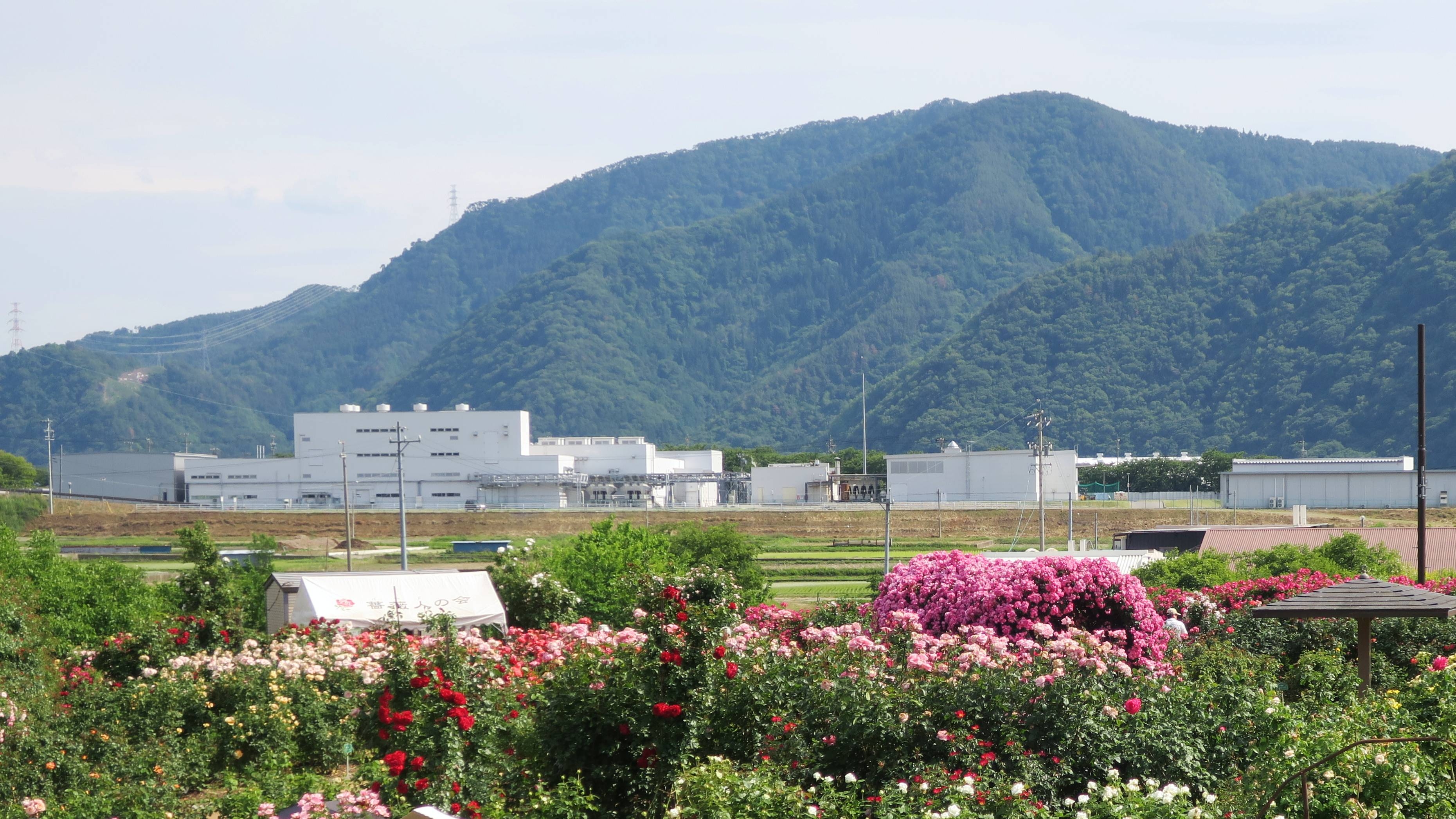
坂城工場

- 本社・東京支店 - 東京都北区上中里1-10-3
- 本店・長野支店・坂城工場・長野生産技術研究所 - 長野県埴科郡坂城町中之条102-15
- CBMプラント - 長野県埴科郡坂城町坂城9897-1
- 中央研究所 - 埼玉県さいたま市北区土呂町2-22-9
- イノベーションセンター - 埼玉県さいたま市大宮区桜木町1-11-3　八十二大宮ビル6階
- 札幌支店 - 北海道札幌市中央区大通西4-6-1　札幌大通西4ビル5階
- 仙台支店 - 宮城県仙台市青葉区一番町4-6-1　仙台第一生命タワービル15階
- 関東信越支店 - 埼玉県さいたま市大宮区桜木町4-333-13　大同生命さいたま大宮ビル18階
- 名古屋支店 - 愛知県名古屋市中村区名駅4-5-28　桜通豊田ビル11階
- 大阪支店 - 大阪府大阪市淀川区宮原3-5-36　新大阪トラストタワー19階
- 広島支店 - 広島県広島市南区松原町2-62　広島JPビルディング13階
- 福岡支店 - 福岡県福岡市博多区博多駅中央街8-1　JRJP博多ビル8階
- 鹿児島支店 - 鹿児島県鹿児島市中央町9-1　鹿児島中央第一生命ビルディング6階

## 商品
- 強ミヤリサン錠【指定医薬部外品】
- ミヤフローラEX【指定医薬部外品】
- 新ミヤリサンアイジ整腸薬【第3類医薬品】